# Ioannis Rallis
Ioannis Rallis (en griego: Ιωάννης Ράλλης, Atenas, 1878-26 de octubre de 1946) fue el último primer ministro del gobierno griego colaboracionista proalemán durante la ocupación de Grecia desde el 7 de abril de 1943 hasta el 12 de octubre de 1944.

## Biografía
Fue hijo del político Dimitrios Rallis, quien desempeñó en cinco ocasiones el cargo de primer ministro de Grecia.
Contribuyó decisivamente a crear los batallones de Seguridad —fuerzas paramilitares de extrema derecha que, apoyadas por las autoridades griegas y alemanas, lucharon contra el movimiento de resistencia—. Después de la liberación, durante el periodo de desnazificación de Grecia, fue condenado de por vida a la cárcel, donde murió.
Fue el padre de Georgios Rallis.
- Datos: Q707184
- Multimedia: Ioannis Rallis / Q707184